# Zamek w Kowalu
Zamek w Kowalu – drewniany zamek królewski, który znajdował się w Kowalu, w drugiej połowie XVI wieku należał do starostwa kowalskiego. Rozebrany na początku XIX wieku.

## Historia
Z 1383 roku pochodzi informacja Jana z Czarnkowa o fortalicjum  (Covale oppidum cum fortalicio), które zostało opanowane przez wojska wojewody płockiego Abrahama Sochy. Był to jednak zapewne jeszcze obiekt drewniany. Zamek w Kowalu powstał około roku 1400, zapewne w innym miejscu niż to, w którym istniało kasztelańskie castrum spalone przez wojska krzyżacko-mazowieckie w 1327 roku. Przypuszczalnie to w starszej drewnianej warowni urodził się Kazimierz Wielki. 
Zamek powstały w czasach panowania Władysława Jagiełły zbudowano na obrzażach miasta, oddzielając się od niego parkanem, a z drugiej strony, od północy, zabezpieczała go rzeka Rakutówka i bagna. Walory obronne założenia nie były wielkie, a nazwa zamek jest używana nieco na wyrost. W jego obrębie stało kilka drewnianych budynków, z których największy był kancelarią grodzką i mieszkaniem podstarościego. Między 1414 a 1430 rokiem 7 razy przebywał na zamku w Kowalu król Władysław Jagiełło. W 1420 roku na zamku zarządzanym przez starostę przebywał król Władysław Jagiełło i przyjmował tu oferujących mu koronę panów czeskich.  
W XV wieku funkcjonował tu sąd grodzki, a w 1466 roku wzmiankowano kaplicę zamkową. Później zamek stał się siedzibą samodzielnego starostwa. Z 1536 r. pochodzi wzmianka o odbudowie spalonego zamku przez starostę. Na początku XVII wieku, po jednym z pożarów nastąpiła odbudowa i rozbudowa z inicjatywy starosty i marszałka nadwornego Andrzeja Przyjemskiego, który „zamek  (...) znów a fundamentis wielkim kosztem i sumptem murować począł”. W XVII wieku wśród drewnianej zabudowy powstał jedyny murowany budynek z dwoma izbami.  
Masywna przypora w domu przy ulicy Zamkowej 2 jest pozostałością po tym obiekcie. Zamek wyremontowano także po zniszczeniach z czasów Potopu szwedzkiego. W 1674 r. funkcjonowała tu kancelaria starościńska. 
W 1797 roku starosta Michał Sokołowski nakazał rozbiórkę zamku, którą ostatecznie ukończono na początku XIX wieku, gdy rozebrano kaplicę.
W latach 1981–82 przeprowadzono prace archeologiczne, podczas których odkryto zabytki ruchome (najstarsze datowane na pocz. XV wieku) oraz pomieszczenia piwniczne.

## Legenda
Według legendy w Kowalu urodził się na zamku w 1310 roku Kazimierz Wielki, lecz nie mogła to być opisywana wyżej warownia. Jednak istnieją pewne informacje o wcześniejszym założeniu obronnym typu grodowego zniszczonym przez Krzyżaków w 1327 roku, a następnie zastąpionym przez niewielką siedzibę obronną odnowioną przez Kazimierza. Umiejscowienie grodu nie jest znane i nie wiadomo czy stał na miejscu późniejszego zamku, czy też w zupełnie innym miejscu. Bohdan Guerquin przypuszcza, iż stał on na wyspie na Jeziorze Rakutowskim.